# Zephyranthes erubescens
Zephyranthes erubescens là một loài thực vật có hoa trong họ Amaryllidaceae. Loài này được S.Watson miêu tả khoa học đầu tiên năm 1890.